# Mimela leei
Mimela leei – gatunek chrząszcza z rodziny poświętnikowatych, podrodziny rutelowatych i plemienia Anomalini.

## Taksonomia
Gatunek ten został opisany w 1787 roku przez Nilsa Samuela Swederusa, jako Scarabaeus leei. Guillaume-Antoine Olivier przeniósł go w 1789 roku do rodzaju Melolontha, a w 1836 roku Frederick William Hope do rodzaju Mimela.

## Opis
Ciało długości od 15 do 21 mm i szerokości od 9,5 do 13 mm, raczej szeroko-owalne, silnie błyszczące, po bokach spodu owłosione żółtawo. Ubarwienie jaskrawo metalicznie zielone (u odmiany sapphirina wpadające w głęboki błękit) z ogniście czerwonymi: nadustkiem, przodem głowy, przedpleczem oprócz obrzeżenia i linii środkowej, dwoma podłużnymi pasami na pokrywach, zlewającymi się z tyłu oraz dwoma, niekiedy połączonymi, plamami na pygigium. Silnie i niezbyt gęsto punktowany przód głowy z prawie kwadratowym nadustkiem. Czułki z bardzo długą buławką. Przedplecze silnie i nierównomiernie, pokrywy bardzo silnie i równomiernie, a pygidium silnie i nieregularnie punktowane. Przednie kąty przedplecza bardzo ostre, tylne zaś zaokrąglone. Na każdej pokrywie na punkty składa się linia przyszwowa, podwójna dorsalna i kilka niepełnych zewnętrznych. Śródpiersie o wyrostku nieostrym i bardzo krótkim, zapiersie zaś słabo pośrodku i grubo po bokach punktowane.

## Rozprzestrzenienie
Chrząszcz orientalny, znany z indyjskiego stanu Asam, gdzie miejscem typowym są wzgórza Khasi.